# Каустобиолиты
Каустобиоли́ты (от греч. καυστός — «горючий», βίος — «жизнь» и λίθος — «камень») — горючие полезные ископаемые, биолиты, содержащие большое количество углерода, органического происхождения, представляющие собой продукты преобразования остатков растительных, реже животных, организмов под воздействием геологических факторов.

## История
Термин впервые предложен немецким учёным Анри Потонье в 1908 году, разделившим каустобиолиты по происхождению на 3 группы:
- битуминозные
- угольные («гумусовые»)
- липтобиолиты.

## Описание
По современным представлениям делятся на сингенетичные (поступившие в осадок вместе с основной формирующей массой) каустобиолиты угольного ряда (торф, ископаемые угли, горючие сланцы, янтарь, шунгиты, формирующиеся в отсутствие кислорода сапропелиты), и эпигенетичные (внедрившиеся в породу в постседиментационном этапе) каустобиолиты нефтяного и нафтоидного ряда (природные битумы: нефти, мальты, асфальты, озокерит, природный газ). Твёрдые каустобиолиты содержат различную долю углерода: торф — 60 %, бурый уголь — 70 %, каменный уголь — 82 % и антрацит — 94 %.

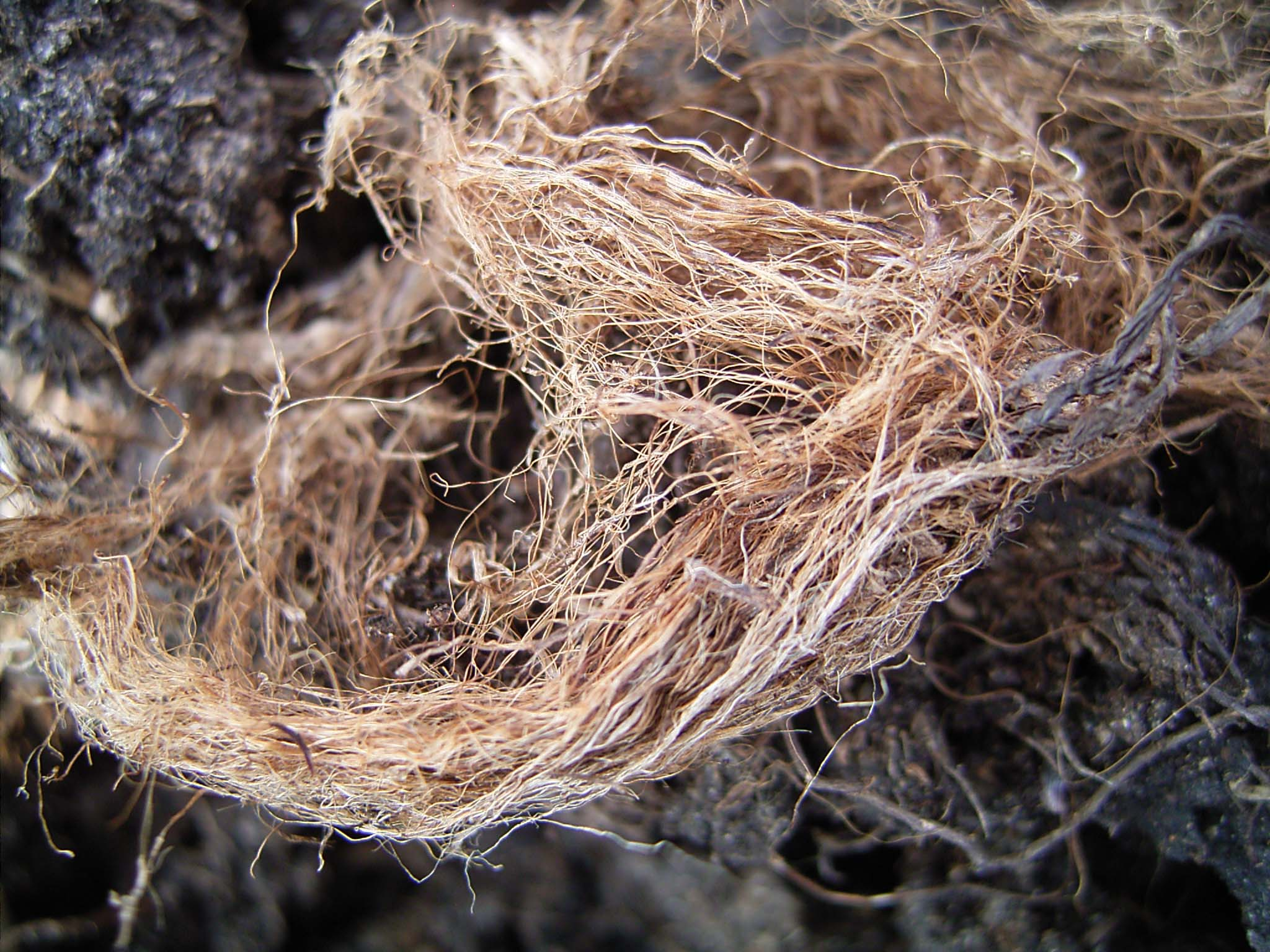
Торф
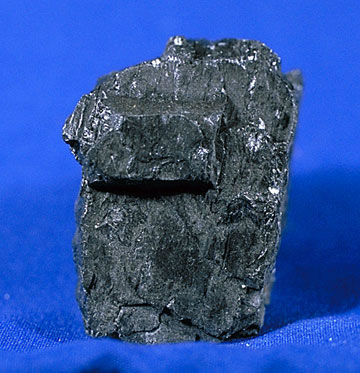
Ископаемый уголь
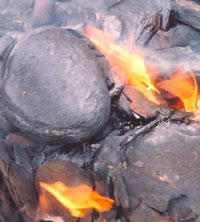
Горючий сланец
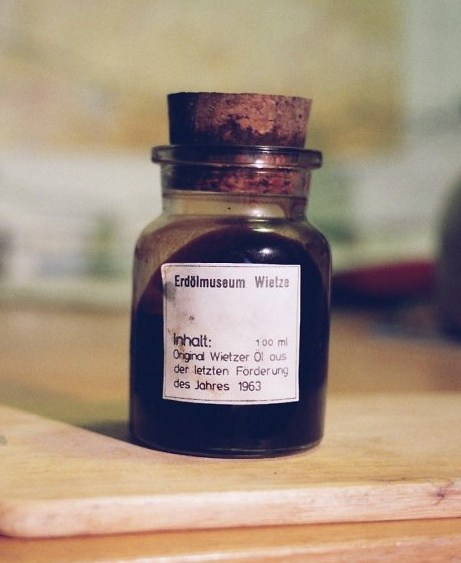
Нефть

Из каустобиолитов можно особо выделить большую группу пород, используемых как ископаемое топливо: нефть, каменный уголь, горючий сланец, природный газ и его гидраты, торф и другие горючие минералы и вещества, имеющих большую важность для человечества.
Наука, изучающая свойства этих ископаемых, условия образования и залегания, а также проблемы их добычи и переработки, называется геологией каустобиолитов.